# Синигерови
Синигеровите (Paridae) са семейство дребни птици от разред Врабчоподобни (Passeriformes).
Включва 14 рода, разпространени главно в гористи местности в Северното полукълбо и Африка. Размерите им варират между 9 и 21 сантиметра дължина и 5 и 49 грама маса, като повечето видове имат компактно тяло с къса човка. Повечето са всеядни и се хранят главно със семена и насекоми.

## Родове
Семейство Paridae – Синигерови
- Baeolophus
- Cephalopyrus
- Cyanistes – Сини синигери
- Lophophanes
- Machlolophus
- Melaniparus
- Melanochlora
- Pardaliparus
- Parus – Синигери
- Periparus
- Poecile
- Pseudopodoces
- Sittiparus
- Sylviparus